# Esfera de Riemann

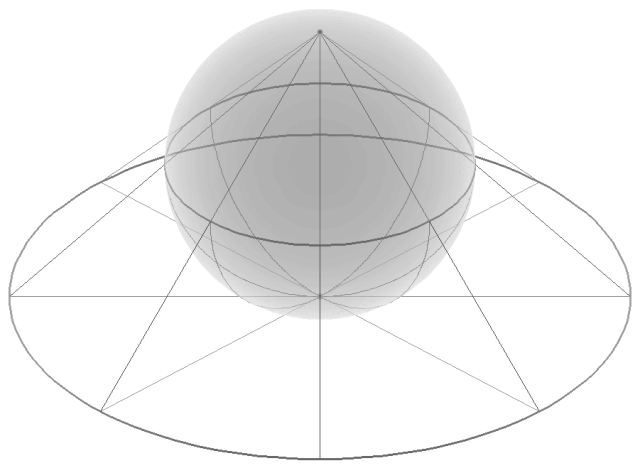
A esfera de Riemann pode ser visualizada como o plano de números complexos "empacotados" em torno de uma esfera (por alguma forma de projeção estereográfica — detalhes são vistos abaixo).

Na matemática, a esfera de Riemann é uma maneira de ampliar o plano de números complexos com um ponto no infinito adicional, de uma maneira que faz com que expressões como
{\displaystyle 1/0=\infty }
sejam bem adequadas e úteis, pelo menos em determinados contextos. É nomeado devido ao matemático do século XIX Bernhard Riemann. É também chamada
- linha projetiva complexa, notada {\displaystyle \mathbb {CP} ^{1}}, e
- plano complexo estendido, notado {\displaystyle \mathbb {\hat {C}} } ou {\displaystyle \mathbb {C} \cup \{\infty \}}.

Em um nível puramente algébrico, os números complexos, com um elemento extra infinito, constituem um sistema conhecido como números complexos estendidos. Aritmética com o infinito não obedece todas as regras usuais da álgebra, e assim os números complexos estendidos não formam um corpo. No entanto, a esfera de Riemann é geométrica e analiticamente bem estabelecida, até ao infinito, é uma variedade complexa monodimensional, também chamado de superfície de Riemann.
Em análise complexa, a esfera de Riemann facilita uma teoria elegante de funções meromórficas. A esfera de Riemann está presente na geometria projetiva e geometria algébrica como um exemplo fundamental de uma variedade complexa, espaço projetivo e variedade algébrica. Ele também encontra utilidade em outras disciplinas que dependem de análise e geometria, como a mecânica quântica e outros ramos da física.